# Einstein-torony
Az Einstein-torony 1919 és 1922 között épült csillagvizsgáló Németországban, Potsdamban. A város szélén, az ún. Telegráfhegyen helyet kapott obszervatórium építése idején forradalmian új stílus, az organikus építészet egyik úttörője volt. A tervező Erich Mendelsohn volt. Az épületet Albert Einsteinről nevezték el 1921-ben, abban az évben, amikor Einsteint Fizikai Nobel-díjjal tüntették ki. Az Einstein-tornyot azzal a céllal építették, hogy Einstein relativitáselméletét kísérleti úton itt be lehessen bizonyítani. Az épület védett műemlék, de máig használják. A teleszkóp tulajdonosa és működtetője a Potsdami Asztrofizikai Intézet.